# Aegapheles deshaysiana
Aegapheles deshaysiana là một loài chân đều trong họ Aegidae. Loài này được H. Milne Edwards miêu tả khoa học năm 1840.